# Macromitrium guatemalense
Macromitrium guatemalense är en bladmossart som beskrevs av C. Müller 1851. Macromitrium guatemalense ingår i släktet Macromitrium och familjen Orthotrichaceae. Inga underarter finns listade i Catalogue of Life.